# Teculután
Teculután är en kommunhuvudort i Guatemala.   Den ligger i departementet Departamento de Zacapa, i den centrala delen av landet, 90 km öster om huvudstaden Guatemala City. Teculután ligger 239 meter över havet och antalet invånare är 6 407.
Terrängen runt Teculután är varierad. Runt Teculután är det ganska tätbefolkat, med 93 invånare per kvadratkilometer. Närmaste större samhälle är Zacapa, 20,0 km öster om Teculután. Omgivningarna runt Teculután är en mosaik av jordbruksmark och naturlig växtlighet.